# Żuków (powiat włodawski)
Żuków – wieś w Polsce, położona w północno-wschodniej części województwa lubelskiego, w powiecie włodawskim, w gminie Włodawa.  Leży na obszarze Garbu Włodawskiego.
W latach 1975–1998 miejscowość należała administracyjnie do województwa chełmskiego. Od 1 stycznia 1999 r. należy do województwa lubelskiego.
Wieś jest sołectwem w gminie Włodawa. Według Narodowego Spisu Powszechnego z roku 2011 wieś liczyła 344 mieszkańców.

## Części wsi
| SIMC    | Nazwa    | Rodzaj    |
| ------- | -------- | --------- |
| 0109932 | Połód    | kolonia   |
| 0109926 | Szlachta | część wsi |

## Historia
W drugiej połowie XV wieku rozciągało się tu władztwo litewskie, bowiem granica Wielkiego Księstwa Litewskiego po tej stronie Bugu przebiegała rzeką Włodawką. Włodawa, Suszno i Szuminka należały wówczas do dóbr hospodarskich, a w 1475 r. w wyniku zmiany pomiędzy Kazimierzem Jagiellończykiem a przedstawicielami kniaziów Sanguszków znalazły się w rękach tej wpływowej rodziny możnowładczej. Prawdopodobnie okolice Żukowa i najbliższych wsi pozostawały (przynajmniej jakiś czas) w obrębie domeny wielkoksiążęcej. Poświadczeniem tego może być nadanie Andrzejowi Sanguszce królewszczyzny Kaplinosy (Kaplonosy) w 1514 r. Domyślać się można, że dopiero wówczas znalazły się one w obrębie włodawskich posiadłości Sanguszków i miały odtąd wspólne z nimi losy.
Obszary położone nieco na uboczu głównego traktu, wiodącego wzdłuż Bugu do Brześcia, dość daleko od rzek, którymi można by spławiać produkty gospodarki leśnej, nie miały zbyt korzystnych warunków rozwoju.
Niewykluczone, że w omawianym okresie Żuków, Krasówka, Korolówka były niewielkimi, zagubionymi wśród lasów osadami. Do dziś zresztą stanowią jakby enklawę odgraniczoną od sąsiednich wsi większymi i mniejszymi kompleksami leśnymi.
Wprawdzie znany jest dokument lokacyjny dla osadników olęderskich Adama Czartoryskiego, w którym właściciel klucza włodawskiego tytułuje się jako pan „na Klewaniu y Żukowie”, ale akt sporządzony w Różance w 1776 r. nie dotyczy bezpośrednio Żukowa. Potwierdza jedynie tezę, iż los tych terenów w kolejnych wiekach splatał się ściśle z poczynaniami właścicieli dóbr włodawskich, z których ostatni – Zamoyscy (od 1798 r.) – pozostawili najbardziej uchwytne ślady w przyszłości tej okolicy.
W 1827 r. Żuków, Korolówka (wieś i folwark – dziś Korolówka i Korolówka Osada) oraz Krasówka wchodziły w skład dóbr Stanisława Zamoyskiego i liczyły odpowiednio: 251, 581, 401 mieszkańców, zajmujących się głównie gospodarką leśną i rolnictwem. W wyżej wymienionych miejscowościach znajdowało się 41 (Żuków), 92 (Kolorówka), 64 (Krasówka) domy.
Z tego okresu pochodzi, istniejący do dziś, klasycystyczny zajazd w Żukowie, zwany „Karczmą Jankiela” lub „Karczmą Bohuna”. Powyższe określenia, podobnie jak legenda o pochodzeniu nazwy wsi od mnóstwa żuków, są wyrazem żywej etymologii ludowej.
Prawdopodobnie jeszcze przed XIX w. ukształtowały się funkcjonujące do dziś podział wsi na „dzielnice”. Najstarszą z nich jest „Wioska” mająca kształt ulicówki rozciągniętej prostopadle trasy Włodawa-Biała Podlaska.
Tereny położone za wspomnianą karczmą noszą nazwę „Szlachty”, ponieważ tu prawdopodobnie znajdowały się grunty folwarczne.
Kolejna część to „Zakłunie” powstałe na zasadzie zabudowania pola za stodołą ojca, gdy nie było już gdzie zbudować domu w obrębie zagrody.
W XIX wieku Żuków i okoliczne miejscowości nawiedzały epidemie cholery.
Niewiele wiadomo o wpływie, jaki z pewnością na życie tutejszych mieszkańców wywierały kolejne zawieruchy wojenne i zmiany przynależności państwowej po upadku I Rzeczypospolitej w 1795 r.
Najpierw rządzili tu Austriacy (do 1809 r.), potem administracja Księstwa Warszawskiego, wreszcie Rosjanie (1815–1915).
Przemiany gospodarcze na ziemiach polskich w drugiej połowie XIX w. w małym stopniu zmieniły rzeczywistość tych okolic. Słabe gleby, brak dróg i kolei żelaznych utrudniały rozwój rolnictwa i przemysłu.
W końcu ubiegłego stulecia jedynie Kolorówka należała do majątku Zamoyskich.
Żuków i Krasówka leżały na obszarze gminy Włodawa. Wszystkie te miejscowości znajdowały się w obrębie powiatu włodawskiego, gdzie w 1867 r. utworzono 46 szkół początkowych, wśród których były jedno oddziałowe szkoły w Krasówce, Korolówce i Żukowie.
W latach dziewięćdziesiątych Żuków obejmował 1248 mórg obszaru, liczył 47 domów i 389 mieszkańców. Pod względem wyznaniowym tutejsza ludność składała się z unitów (grekokatolików) i katolików obrządku rzymskiego.
Okolice Włodawy stanowiły w latach 1863–64 rejon działania licznych partii powstańczych. Nasilenie rusyfikacji i represje po powstaniu styczniowym dotknęły także mieszkańców Żukowa i sąsiednich wsi.
Po 1875 r. rozpoczęły się prześladowania unitów, zmuszanych siłą do przyjęcia prawosławia. W pamięci mieszkańców Żukowa pozostała postać Józefa Zdolskiego - jednego z „opornych” unitów, wiernych katolicyzmowi. Organizował on spotkania w lasach lub specjalnych kryjówkach, umożliwiających kontakt z księdzem i przyjęcie sakramentów świętych.
W 1904 r. unitów żukowskich podtrzymywała na duchu działalność księdza Kraupa, jezuity prowadzącego tajne misje we Włodawie, Żukowie i Dołhobrodach.
Carski dekret tolerancji z 1905 r. zakończył okres prześladowań religijnych, unitom pozwolono na przyjęcie obrządku rzymskokatolickiego. Najlepszym dowodem przywiązania żukowian do katolicyzm są liczne wpisy w „Księdze nawróconych” parafii św. Ludwika we Włodawie.
Kiedy po wybuchu I wojny światowej wojska rosyjskie zaczęły ponosić klęski, nastąpiła ewakuacja
carskiej administracji i wojska z ziemi włodawskiej. Wielu tutejszych chłopów pod wpływem propagandy, a może i pod przymusem, porzuciło swoje gospodarstwa i wraz z armią carską wyjechało na wschód, w odległe nieraz rejony Rosji.
Po latach tułaczki powrócili na ogół po 1918 roku.
W 1915 r. opuszczany przez Rosjan powiat włodawski znalazł się pod okupacją niemiecką. Nowi władcy mieli swoje plany wobec tych obszarów, dlatego w ówczesnej, liczącej trzy oddziały, szkole w Żukowie uczono języka niemieckiego.
Dopiero odzyskanie niepodległości przyniosło możliwość rozwoju polskiej oświaty prowadzonej dotąd jedynie konspiracyjnie w prywatnych domach.
W połowie lat 20. funkcjonowała w Żukowie szkoła trzyklasowa.
Jednak dwudziestolecie międzywojenne nie było okresem bujnego wzrostu rozwoju kulturalnego i społecznego tych ziem. Wręcz przeciwnie- ówcześni obserwatorzy podkreślają znaczne zacofanie terenów Włodawy nawet w stosunku do sąsiednich powiatów.
Wprawdzie służebność chłopów zniesiono we wszystkich wsiach, ale tutejsze gospodarstwa rolne o charakterze hodowlano- zbożowym egzystowały wciąż na poziomie dziewiętnastowiecznym. Trudne warunki ekonomiczne splatały się także z niepokojami społecznymi i ekonomicznymi, np. w 1938 w ramach szerszych represji anty-ukraińskich zburzono cerkiew we wsi Kolorówka.
Kwestia przynależności narodowej mieszkańców tych ziem jest problemem o tyle złożonym, iż od wieków przenikały się tu wzajemnie różne wpływy kulturowe, a ludność chłopska często nie miała wyrobionej tożsamości narodowej. Podczas spisów ludności wielu deklarowało się jako „tutejsi”, nie potrafiąc określić swojej narodowości.
Miejscowa gwara utworzona na bazie dialektów zachodnio-ukraińskich tzw. język chachłacki, współistniała z gwarą polską, a większość mieszkańców posługiwała się oboma językami, uznając polski za język lepszy w stosunku do języka „prostego”.
Niewątpliwy wpływ na polonizację językową mieszkańców miał rozwój oświaty i swobodne postępy katolicyzmu w odrodzonej Rzeczypospolitej. Większość mieszkańców Żukowa uznawała się za Polaków, tylko pojedyncze rodziny prawosławne traktowano jako Ukraińców. Według spisu z 1921 r. miejscowość tę zamieszkiwało 425 katolików i 38 prawosławnych.
We wrześniu 1939 r.ziemie powiatu włodawskiego stały się widownią przemarszów wojsk polskich i obcych, 16 września do Włodawy wkroczyły oddziały XX Korpusu Heinza Guderiana (3 Dywizja Pancerna gen. Von Schweppenburga). Dzień później bezskutecznie próbowały je wyprzeć jednostki 32 Dywizji Pancernej pułkownika T. Zielińskiego, atakując z rejonów lasów adampolskich. 23 września na opuszczony przez Niemców teren weszło zgrupowanie gen. F. Kleeberga, który tu dokonał reorganizacji swojego korpusu przed marszem w kierunku Warszawy. Na trasie przemarszu Samodzielnej Grupy Operacyjnej „Polesie” znalazł się również Żuków(27 i 28 IX).
Po krótkiej okupacji radzieckiej (ok. 4-14 X) tereny Włodawy weszły w orbitę hitlerowskich planów nowej Europy. Wyrazem tego było m.in. wymordowanie miejscowych Żydów (np. egzekucja w Korolówce Osadzie), popieranie żywiołu ukraińskiego przeciwko Polakom, rozstrzeliwanie za pomaganie Żydom i zbiegłym jeńcom radzieckim (m.in. w Krasówce). Z drugiej strony rósł w siłę ruch oporu, wzmaga się działalność różnych ugrupowań partyzanckich. W lipcu 1944 roku ziemie te zostały wyzwolone przez oddziały Armii Czerwonej, ale jeszcze przez kilka lat trwały walki władzy komunistycznej z podziemiem polskim i ukraińskim. W następstwie powojennych migracji, w tym także przymusowych przesiedleń w ramach akcji „Wisła”, ujednoliceniu uległ skład ludności tych ziem.

## Historia Kościoła
Bardzo ważną datą dla mieszkańców Ziemi Żukowskiej była unia brzeska dzięki której ludność tych terenów związała się na stałe z Kościołem Katolickim. W czasie zaborów, przyznanie się do Kościoła Katolickiego pociągało za sobą surowe prześladowania przez rosyjskiego zaborcę.
Część ludności była prawosławna, część to Unici, którzy przeszli na prawosławie nie mogąc wytrzymać prześladowań. Byli i tacy, którzy nie złamali się i dochowali wierności Kościołowi Katolickiemu nawet w czasach największej próby.
Prawo rosyjskie uderzało bardzo mocno w Unitów, w świetle tego ,,prawa’’ ślub w Kościele Katolickim był nieważny i odbierał prawo dziedziczenia majątku w przypadku śmierci ojca.
W Żukowie miejscem sprawowania Najświętszej Ofiary i udzielania Sakramentów Świętych był las nazywany obecnie ,,Kruhłe’’. Tam zbierały się rzesze wiernych z okolicznych wsi. Na szczególną uwagę zasługuje tu postać Józefata Zdolskiego, człowieka o wyjątkowej wierze i patriotyzmie określany przezwiskiem ,,prychodaj’’ tzn. przybyły.
Organizował on pielgrzymki do Częstochowy, prowadził nauczanie religii katolickiej w swoim domu, wieczorami czytał starszym książki religijne oraz patriotyczne. Prawdopodobnie dzięki jego pracy, wierze Żuków przeszedł w 100% na katolicyzm w roku 1905.
Na takiej to bogatej historii tej wioski wyrosło pragnienie budowy Kościoła-Kaplicy w Żukowie.
Od wielu lat mieszkańcy ubiegali się o pozwolenie na budowę, zgromadzili materiał, tj. cegły, wapno za pieniądze zarobione przy budowie drogi Włodawa – Wisznice.
W latach 50. nagromadzony materiał przekazano na budowę szkoły w wiosce, ale myśl i pragnienie budowy Kaplicy pozostawało. Najpierw zorganizowano punkt katechetyczny w mieszkaniu pani Anny Zdolskiej - żony Antoniego Zdolskiego, syna Józefata Zdolskiego i zaczęto odprawiać niedzielną Mszę Świętą w latach 70.
Cały czas w sercach mieszkańców drzemała myśl i zapał budowy Kościoła. Zaczęły się lata starań wokół tej sprawy:
zbieranie podpisów, delegacje do województwa w Chełmie, plany i marzenia. Trudności były wielkie, nawet zaczęto wątpić i czasami już powoli poddawać się wobec kontroli i szykan jakie spadały na wioskę ze strony UB.
Nadszedł dzień nawiedzenia kopii Obrazu Kodeńskiego w parafii Włodawa. Wobec tysięcy ludzi zgromadzonych w świątyni ksiądz Dziekan Edward Domański oznajmił, że Matka Boża Kodeńska – patronka Podlasia, przybywa do swoich dzieci z prezentem, a jest nim pozwolenie na budowę Kościoła w Żukowie. Mieszkańcy w tym dniu długo trwali na modlitwie przed obrazem Matki Bożej Kodeńskiej, dziękując za tak miły prezent. Fakt ten został odczytany jako znak, że Matka Boża pragnie pozostać z ludem ziemi włodawskiej w kopii Cudownego Obrazu. Stąd też nazwa Kościoła w Żukowie, chyba jedyna w całym Kościele Rzymsko-Katolickim pod wezwaniem Nawiedzenia Matki Bożej Kodeńskiej.
Po uzyskaniu pozwolenia mieszkańcy Żukowa energicznie zabrali się do pracy, pod przewodnictwem proboszcza Parafii Włodawa Edwarda Domańskiego. Projekt budowy Kościoła-Kaplicy wykonał architekt Witold Sobczyk z Warszawy. W 1984 erygowano w Żukowie parafię Nawiedzenia Matki Bożej Kodeńskiej.

## Klimat
Klimat Żukowa kształtowany jest przez masy suchego i mroźnego powietrza kontynentalnego. Lato tutaj jest ciepłe – średnia temperatura w lipcu to +18 °C, zimy są mroźne- średnia temperatura w styczniu to –6,5 °C, częste są poranne przymrozki jesienią i wiosną.